# Conseil d'entreprise
Le conseil d'entreprise est en Belgique l'une des institutions représentatives du personnel au sein de l'entreprise. L'équivalent français de cet organe est le comité social et économique.
Le conseil d'entreprise se compose des représentants des travailleurs élus aux dernières élections sociales ainsi que des représentants de l'employeur.
La délégation patronale est composée du chef d'entreprise et d'un ou de plusieurs délégués effectifs désignés par lui avec pouvoir de le représenter et de l'engager en raison des fonctions de direction qu'ils exercent dans l'entreprise. Leur nombre ne peut être supérieur au nombre de délégués des travailleurs.
À noter que les conseillers en prévention ne peuvent, en raison de leurs fonctions, faire partie ni de la délégation patronale ni de la délégation des travailleurs.